# Данди (Флорида)
Данди (енгл. Dundee) град је у америчкој савезној држави Флорида. По попису становништва из 2010. у њему је живело 3.717 становника.

## Демографија
Према попису становништва из 2010. у граду је живело 3.717 становника, што је 805 (27,6%) становника више него 2000. године.
| Група             | 2000.         | 2010.         |
| Белци             | 1.878 (64,5%) | 1.850 (49,8%) |
| Афроамериканци    | 642 (22,0%)   | 938 (25,2%)   |
| Азијати           | 27 (0,9%)     | 62 (1,7%)     |
| Хиспаноамериканци | 331 (11,4%)   | 792 (21,3%)   |
| Укупно            | 2.912         | 3.717         |